# Carnaval de Tepoztlán
El Carnaval de Tepoztlán'se celebra cada año y es uno de los carnavales más famosos de Morelos. Éste comienza cuatro días antes del miércoles de ceniza, tiempo de ayuno y de abstinencia para las personas con tradiciones católicas.
Es una fiesta donde los habitantes de la región ofrecen la mejor de las hospitalidades y atenciones para todos los visitantes del carnaval.

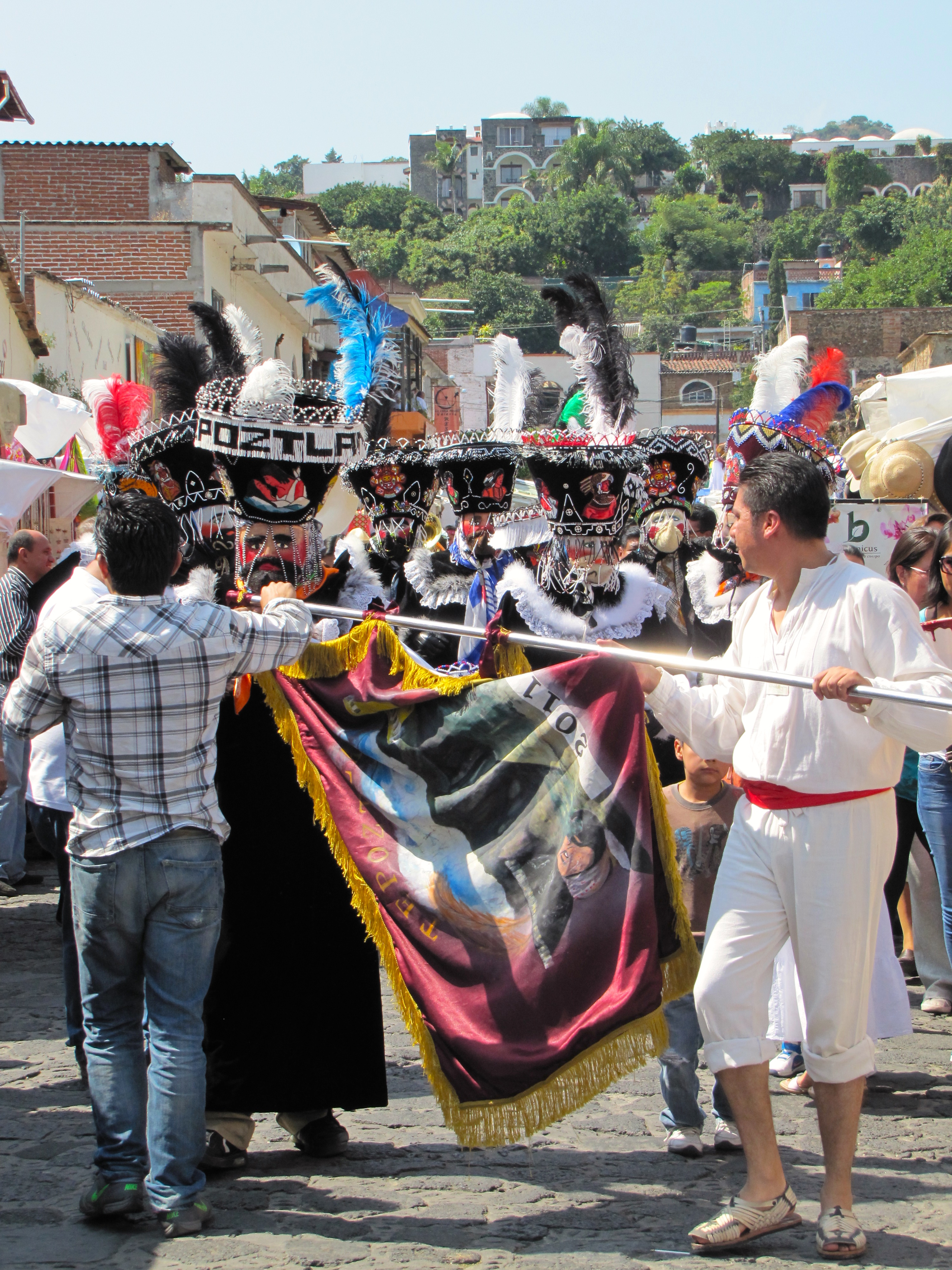
“Chinelos” lideran la procesión del Día de Muertos en el centro histórico de Tepoztlán.

## Origen
El Carnaval de Tepoztlán tiene ascendencia árabe – española, debido a que la indumentaria está inspirada en la túnica de los árabes. Sin embargo, los habitantes de Tepoztlán han adecuado y perfeccionado el vestuario durante varios años atrás, para darle cierta elegancia al famoso Chinelo.
No se sabe exactamente cómo surgió el Chinelo, aunque existen dos explicaciones respecto a su significado:

### Hipótesis 1
La primera afirma que los tlahuicas (cultura predominante en aquella región) fueron los últimos en llegar al Valle de México. El baile simula su peregrinación hasta encontrar el Tamoanchan, así como los brincos de gusto que daban por haberlo encontrado. Durante su peregrinación, los tlahuicas tenían que cargar el maíz y otras mercancías sobre la espalda y lo único que movían eran los pies y las caderas. Por ello, se dice que el “brinco” equivale al “axcatzitzintin”, que es un rito prehispánico que significa “brincar a gusto”.

### Hipótesis 2
Los tlahuicas gustaban de comer y beber exageradamente  y cuando se alcoholizaban, trataban de vestirse como los españoles, por lo que usaban una especie de túnica larga, se ponían una máscara con una barba que terminaba en pico y se ponían a brincar, burlándose de los españoles. Es así como tomó forma el personaje de los “huehuetzin”, palabra náhuatl que significa “persona que se viste de ropas viejas” (todavía algunos Chinelos usan esta palabra para llamarse entre ellos).
Los Chinelos nacieron en Tlayacapan y después se fueron a Tepoztlán. El primer carnaval de Tepoztlán fue en 1862 y es una de las fiestas más importantes de Morelos. Al paso del tiempo esto se convierte en una tradición y así surge el famoso brinco del Chinelo.

## Preparación del Carnaval
Varias semanas antes al miércoles de ceniza, los habitantes de Tepoztlán inician los preparativos y forman diversas comparsas de Chinelos que recorren las casas para recabar fondos para poder realizar la celebración. Cada comparsa es acompañada por una banda de música de viento y portan una bandera con dibujos de animales bordados o pintados en óleo que representa a los diferentes barrios de la región.
Según Juan Torres, un habitante del barrio de Santo Domingo que se dedica a la producción de sombreros para el carnaval: "la hormiga representa a la comparsa América Central del barrio de La Santísima; la comparsa Anáhuac del barrio de Santo Domingo es identificada con el sapo; la comparsa Unión y Paz del barrio de San Miguel por las lagartijas; y finalmente, del barrio de Santa Cruz el cacomixtle".

Para poder recibir a los visitantes, Tepoztlán desmantela el conocido mercado de comida, ubicado en la calle principal, para dedicar ese espacio a la feria. En la mayoría de los hogares se preparan los trajes que habrán de portar en la danza del brinco del Chinelo.

## Vestuario
Para dar inicio al carnaval, las personas se visten con elegantes trajes que portarán en el famoso brinco del Chinelo. El vestuario tradicionalmente se manda a hacer con determinadas familias que desde años atrás se han encargado de la elaboración de sus partes en Tepoztlán, el cual consta de:

### Túnica
- Una túnica de terciopelo, generalmente de color negro, aunque puede admirarse de color rojo y verde obscuro, pero siempre elegante, con adornos de encaje o de piel de conejo en los hombros y en las orillas de las mangas, se obtiene en el barrio de Santa Cruz, por lo que el precio depende de la calidad y está alrededor de unos $800 hasta $3 000 (pesos mexicanos).

### Sombrero
- El sombrero cónico, que es la parte del vestuario más difícil de elaborar, lleva adornos bordados a mano con lentejuela, chaquira y canutillo con imágenes de aztecas, flores o bien animales que representen a los barrios de Tepoztlán. Además, va acompañado de un hiladillo con perlas de plástico, pegadas unas con otras, que cuelgan alrededor del sombrero y en la parte superior del sombrero lleva brillantes plumas de avestruz. Por lo general, el sombrero se manda a hacer con la familia Salazar Flores en el barrio de Santo Domingo. Dependiendo de la calidad y la dificultad de los adornos, el sombrero puede costar de $15 000 a $30 000 y el tiempo de realización del mismo puede ser de entre dos a tres meses.

### Paliacate
- Un paliacate  de cualquier color, debajo del sombrero para cubrir la cabeza.

### Mascada
- Una mascada fina para cubrir el cuello y en las manos siempre lleva guantes blancos, sin perder la elegancia.

### Máscara
- La máscara con barba puntiaguda y ojos claros refleja el origen de esta danza, pues los habitantes al principio de los carnavales se burlaban de los hacendados españoles que nos les permitían participar en sus fiestas antes de la Semana Santa. Esta parte de la indumentaria se elabora con tela de alambre, pintada en su mayoría de veces de color blanco, con las mejillas exageradamente rojas, la barba es elaborada con pelo de res y puede conseguirse desde $100 hasta $800. Este tipo de máscara fue inventado a principios del siglo XX por el señor José María Villamil.

### Volantón
- El traje se complementa con un volantón (especie de capa) con adornos que reflejan el espíritu de la persona que lo porta y es bordado o pintado a mano.

### Zapatos
- Anteriormente se usaban botas, pero a últimas fechas es muy visto que la gente use tenis o zapatos cómodos.

## Día del Carnaval
El sábado es el día del brinco del Chinelo para los niños, los pequeños portan los trajes de Chinelo y al son de la música bailan por horas en el centro de Tepoztlán.
El domingo de Carnaval por la mañana, ya que todo se encuentra listo para la fiesta, puede observarse una gran cantidad de puestos multicolores en las calles que ofrecen todo lo necesario para divertirse, es decir, se venden recuerdos, vestimentas y accesorios.
Las calles son aromatizadas con las leñas de fogones que calientan una gran variedad de platillos tradicionales de México como barbacoa, quesadillas, gorditas, chalupas, tlacoyos, cecina, y un platillo típico de Tepoztlán llamado itacate (gorditas de maíz con manteca) bañado con crema y salsa y espolvoreado con queso rallado, tlacoyos de frijol chino o colorado que se pueden acompañar con pulque, tequila, cerveza, atole o champurrado.
Lo tradicional es comprar helados en las famosas “Tepoznieves” con sabores exóticos, como coco con ginebra, tequila con limón, arroz con leche, mango, elote y cajeta (dulce de leche de cabra).
Para dar comienzo a la celebración se cantan las mañanitas en los distintos barrios y cuando son casi las cuatro de la tarde, las comparsas están listas y la energía inunda el ambiente; dos Chinelos elevan la bandera, lo que significa la señal para dar inicio a la célebre procesión.
Los músicos comienzan a tocar sus instrumentos de aire y de percusión al ritmo del baile para levantar el ánimo a lo largo del trayecto hasta la plaza principal del pueblo, donde los espera una gran cantidad de personas.
Al llegar a la plaza, las comparsas que representan a cada barrio, luchan por aparecer en primer lugar frente a un público que brinca de impaciencia. A pesar de la multitud, al ritmo de la música y siempre alineados, los Chinelos intentan ejecutar con orden una serie de pasos. Dan una o dos vueltas a la plaza, en espera de que las últimas comparsas se unan al círculo. Surge el silencio y los músicos interpretan piezas más dulces que sirven a los hombres como excusa para invitar a bailar a las mujeres del pueblo.

## Brinco del Chinelo
Una vez que explotan varios cohetes significa que es hora de iniciar el tradicional brinco del Chinelo. El “brinco” consiste en saltar ágilmente con la punta de los pies, liberándose ligeramente para dar la impresión de ser títeres manipulados por hilos. Los danzantes saltan con energía y avanzan dando vueltas con lentitud durante largas horas.
Los Chinelos bailan en grupo, cerca uno del otro, cada uno tiene un estilo propio y entre ellos se dan energía. Al principio los únicos que bailan son los que llevan traje, pero poco a poco la gente va introduciéndose en el brinco, hasta crear un ambiente lleno de energía y entusiasmo.
El “brinco” comienza desde las cuatro de la tarde hasta las nueve de la noche, cuando la gente descansa mientras escucha la música de viento. Todo el día puede observarse en la plaza principal a personas con antifaces, máscaras, bigotes y pelucas arrojándose cascarones con confeti o harina en medio de las calles adornadas con